# Silven Majhenič
Silven Majhenič, slovenski politik in penolog, šahist, * 11. september 1948, Maribor, † januar 2025.

## Življenjepis

### Državni zbor
2008-2011
V času 5. državnega zbora Republike Slovenije, član Slovenske nacionalne stranke, je bil član naslednjih delovnih teles:
- Mandatno-volilna komisija (član)
- Komisija za poslovnik (član)
- Odbor za okolje in prostor (član)
- Komisija za nadzor javnih financ (član)
- Odbor za notranjo politiko, javno upravo in pravosodje (član)

Na državnozborskih volitvah leta 2011 je kandidiral na listi SNS.